# '82 MBC 서울국제가요제
《'82 MBC 서울국제가요제》는 1982년 문화방송(MBC)과 경향신문이 대한민국의 서울에서 공동 주최한 가요제다. 입상곡들은 지구레코드를 통해 실황녹음 음반으로서 발매되었다. (15개국 18개팀 참가)

## 개요
- 개최일시 : 1982년 5월 29일
- 개최장소 : 세종문화회관 대강당

## 대회 참가가수 명단
1981년 대회까지는 대회주관 음반사에서 참가자 전원의 참가곡을 2장의 디스크에 수록하여 발매하였으나, 1982년 대회부터는 수익상의 이유로 대회 수상곡 및 주요 참가자의 곡만을 선별하여 1장의 디스크만을 발매하였다.
1. 딜레니와 베카 - Whats a little love 작은 사랑 (미국)
2. 차리 도어 - Sister revenge 복수심 (영국)
3. 네자르 외지일마스 - Dance it 춤을 추세요 (터키)
4. 올리비아 그레이 - One of us 우리중에 하나는 (스위스)
5. 마이테 - Temptation 유혹 (스페인)
6. 루이 레이예스 & 빌라루스 - Nothing I want more 더 이상 바랄게 없네 (필리핀)
7. 메이우드 - I'm in love for the very firsttime 사랑의 첫순간 (네덜란드)
8. 에또 사이꼬 - Between the Thunder and the sun 천둥과 태양사이 (일본)
9. 프랑코 다니 - Dove Vai 어디로 가고 있는가 (이탈리아)
10. 로넨 - Mother 어머니 (이스라엘)
11. 소니아 - I feel warm 뜨거운 기분이 느껴지네 (프랑스)
12. 에르난데스 - I can still cry 나는 아직 울고 있네 (도미니카)
13. 쟈네트 윙 - Please, Listen to me 내 말을 들어주세요 (대만)
14. 엠리 스타 - Casanova 카사노바 (벨기에)
15. 임종님 - Rose love 장미의 사랑 (한국)
16. 전영록 - Lost love 지나간 시절의 연가 (한국)
17. 김태화 - You, A Weathercock 변덕스런 그대 (한국)

## 음반 수록곡
다음 곡 목록은  LP 기준 목록이다.
Disk One / Side one
1. "Nothing I Want More (필리핀 · Louie Reyes & Villaluz)" (미상 작사 / 미상 작곡) - 대상 수상
2. "What's a Little Love (미국 · Delaney & Bekka)" (미상 작사 / 미상 작곡) - 은상 수상
3. "I'm In Love For The Very First Time  (네덜란드 · Maywood)" (미상 작사 / 미상 작곡) - 동상 수상
4. "Mother (이스라엘 · Ronen)" (미상 작사 / 미상 작곡) - 특별상 수상
5. Same Old Situation (그리스 · Harry Chalkitis)" (미상 작사 / 미상 작곡) - 은상 수상
6. You, A Weathercock 변덕스런 그대 (한국 · 김태화)" (김수철 작사 / 김수철 작곡)

Disk One / Side two
1. "Lost Love 지나간 시절의 연가 (한국 · 전영록.)" (이범희 작사 / 이범희 작곡) - 금상 수상
2. "Sister Revenge (영국 · Charlie Dore)" (미상 작사 / 미상 작곡) - 은상 수상
3. "Dance it (터키 · Nejat Ozyilmas)" (미상 작사 / 미상 작곡)- 동상 수상
4. "Casanova (벨기에 · Emly Starr)" (미상 작사 / 미상 작곡)
5. "Temptation (스페인 · Mayte)" (미상 작사 / 미상 작곡)
6. "Rose Love 장미의 사랑 (한국 · 임종님)" (이현섭 작사 / 이현섭 작곡)

## 같이 보기
- MBC 서울국제가요제